# マクレガー駅 (テキサス州)
マクレガー駅 （英語： McGregor Station ）は、アメリカ合衆国テキサス州マクレガー アムトラック・ブールバード1にある駅。全米各地を結ぶ旅客鉄道のアムトラックが乗り入れている。

## 概要
マクレガー駅のユニークなL字型の駅舎はガルフ・コロラド・アンド・サンタフェ鉄道（現BNSF鉄道）とセントルイス・サウスウエスト鉄道（通称コットン・ベルト、現ユニオン・パシフィック鉄道）両鉄道の連絡駅で1904年頃の建築である。駅舎はオリジナルの形態を留めるが、隣接する鉄道管制塔は1967年に解体された。
マクレガースプリングス（町の旧名称）は鉄道の接続駅で1882年に設立された。掘り抜き井戸に恵まれた町は、鉄道敷設のため自分の土地を横断する権利を与えたグレゴール・カーマイケル・マクレガー博士にちなんで命名された。

## 利用可能な鉄道路線／列車
アムトラックの停車する列車は下記の通り。
シカゴとサンアントニオ / ロサンゼルス間の夜行長距離列車テキサス・イーグル号 …1日1往復停車
※南行列車のシカゴ（日・火・金）出発便はサンアントニオでサンセット・リミテッド号と併結され、ロサンゼルス行きとなる。シカゴとサンアントニオ間は毎日運転。北行列車のロサンゼルス（日・水・金）出発便はサンアントニオまでサンセット・リミテッド号と併結され、同駅で切り離し。サンアントニオとシカゴ間は毎日運転。